# Derrick Rose
Derrick Martell Rose Sr. (Chicago, 4 de outubro de 1988) é um ex-jogador norte-americano de basquete profissional.
Ele jogou um ano de basquete universitário pela Universidade de Memphis antes de ser escolhido como a primeira escolha geral pelo time de sua cidade natal, o Chicago Bulls, no draft da NBA de 2008. Ele foi nomeado o Novato do Ano em 2009 e se tornou o jogador mais jovem a ganhar o Prêmio de MVP em 2011, aos 22 anos.
Na primeira rodada dos playoffs da NBA de 2012 contra o Philadelphia 76ers, Rose rasgou o ligamento cruzado anterior do joelho esquerdo. Rose precisou de uma cirurgia e posteriormente foi afastado durante toda a temporada de 2012–13. Rose voltou a jogar na temporada de 2013–14, mas em novembro de 2013, machucou o menisco, fazendo com que ele perdesse o restante da temporada. Ele voltou mais uma vez na temporada seguinte, mas as lesões no joelho continuaram afetando sua disponibilidade e produção. Após isso, Rose jogou pelo New York Knicks, Cleveland Cavaliers, Minnesota Timberwolves, Detroit Pistons e Memphis Grizzlies. Ele anunciou sua aposentadoria em 2024, aos 35 anos.

## Primeiros anos
Rose nasceu e foi criado na área de Englewood, um dos bairros mais perigosos do lado sul de Chicago. Ele é o filho mais novo de Brenda Rose, depois de Dwayne, Reggie e Allan. Todos os três eram talentosos jogadores de basquete que ensinaram Rose a jogar basquete nas quadras próximas.
À medida que seu talento para o esporte crescia, Rose começou a atrair muito mais atenção externa nos círculos de basquete de Chicago, levando sua mãe e irmãos a restringir o contato externo com ele. Ela temia que ele fosse explorado e seu caminho desviado.

## Carreira no ensino médio
Quando Rose se matriculou na Simeon Career Academy em 2003, ele era uma mercadoria quente para treinadores universitários. Ele usava o número 25 em homenagem a Ben "Benji" Wilson, um jogador promissor que foi assassinado por um membro de uma gangue durante seu último ano em 1984.
Rose não teria muito tempo de jogo devido a uma longa tradição do técnico Bob Hambric, que estavam na escola desde 1980, de não dar muito tempo para calouros na equipe. Apesar dessa regra, ele teve médias de 18,5 pontos, 6,6 assistências, 4,7 rebotes e 2,1 roubadas de bola, liderando todos os calouros.
No ano seguinte, Hambric se aposentou e Robert Smith foi contratado. Na estreia de Rose nessa temporada, ele teve 22 pontos, 7 rebotes e 5 roubadas de bola sobre Thornwood High School, em um jogo repleto de olheiros da faculdade e treinadores. Ele levou a equipe a um recorde de 30-5, com uma média de 19,8 pontos, 5,1 rebotes, 8,3 assistências e 2,4 roubadas de bola.
Durante o terceiro ano de Rose em 2006, a equipe venceu o título da Chicago Public League, realizado no United Center. A equipe avançou pelos playoffs e ganhou uma vaga no Campeonato Estadual da classe AA, sendo campeão contra Richwoods High School.
Em seu último ano, Rose foi classificado como a quinta melhor perspectiva do país pela Sports Illustrated. A equipe foi bicampeões da Liga Pública e do campeonato estadual, derrotando a O'Fallon High School por 77-54 na final. Ao fazer isso, Simeon Career Academy se tornou a primeira escola da Chicago Public League a vencer dois campeonatos estaduais consecutivos. Nessa temporada, ele obteve uma média de 25,2 pontos, 9,1 assistências, 8,8 rebotes e 3,4 roubadas de bola.
Rose foi selecionada para jogar no All-Star Game da Jordan Brand e no Nike Hoop Summit. Em 2009, Rose foi nomeado o terceiro maior armador da década pela revista ESPN RISE, atrás de Chris Paul e T.J. Ford, e teve seu número de camisa (# 25) aposentado junto com Ben Wilson.

## Carreira universitária

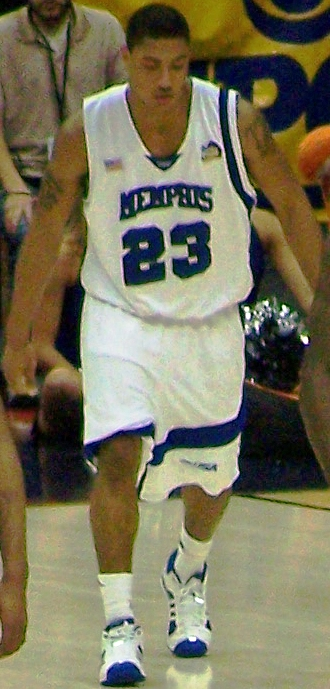
Rose enquanto jogava na Universidade de Memphis

Rose aceitou uma bolsa de estudos para jogar na Universidade de Memphis sob o comando de John Calipari. Ele escolheu Memphis por causa da história da universidade de colocar jogadores na NBA e da perspectiva de Rod Strickland, um veterano de 17 anos da liga, orientando-o. Rose usou o número 23, devido ao fato de que o número 25 havia sido aposentado em homenagem a Penny Hardaway.
Com a adição de Rose e liderada pelos veteranos Joey Dorsey e Chris Douglas-Roberts, os Tigers começaram com um recorde de 26-0 e conquistou o primeiro lugar no país pela primeira vez em mais de 25 anos, antes de perder para Tennessee por 66-62 em fevereiro. A equipe terminou a temporada regular com um recorde de 33-1.
Nessa temporada, Rose jogou em 40 jogos e obteve uma média de 14,9 pontos, 4,7 assistências e 4,5 rebotes em 29.2 minutos.
Em uma partida contra UCLA no Final Four do Torneio da NCAA, Rose terminou com 25 pontos e 9 rebotes, liderando a equipe a uma vitória de 85-67 e uma viagem a final do Torneio da NCAA contra o Kansas Jayhawks. Na final, Rose registrou 17 pontos, seis rebotes e sete assistências, mas perdeu um lance livre crítico, quando Memphis perdeu na prorrogação por 75-68.
Em 15 de abril, Rose anunciou que renunciaria às suas últimas três temporadas em Memphis e se declarou para o Draft da NBA de 2008.

## Carreira profissional

### Chicago Bulls (2008–2016)

#### 2008–09: Novato do ano

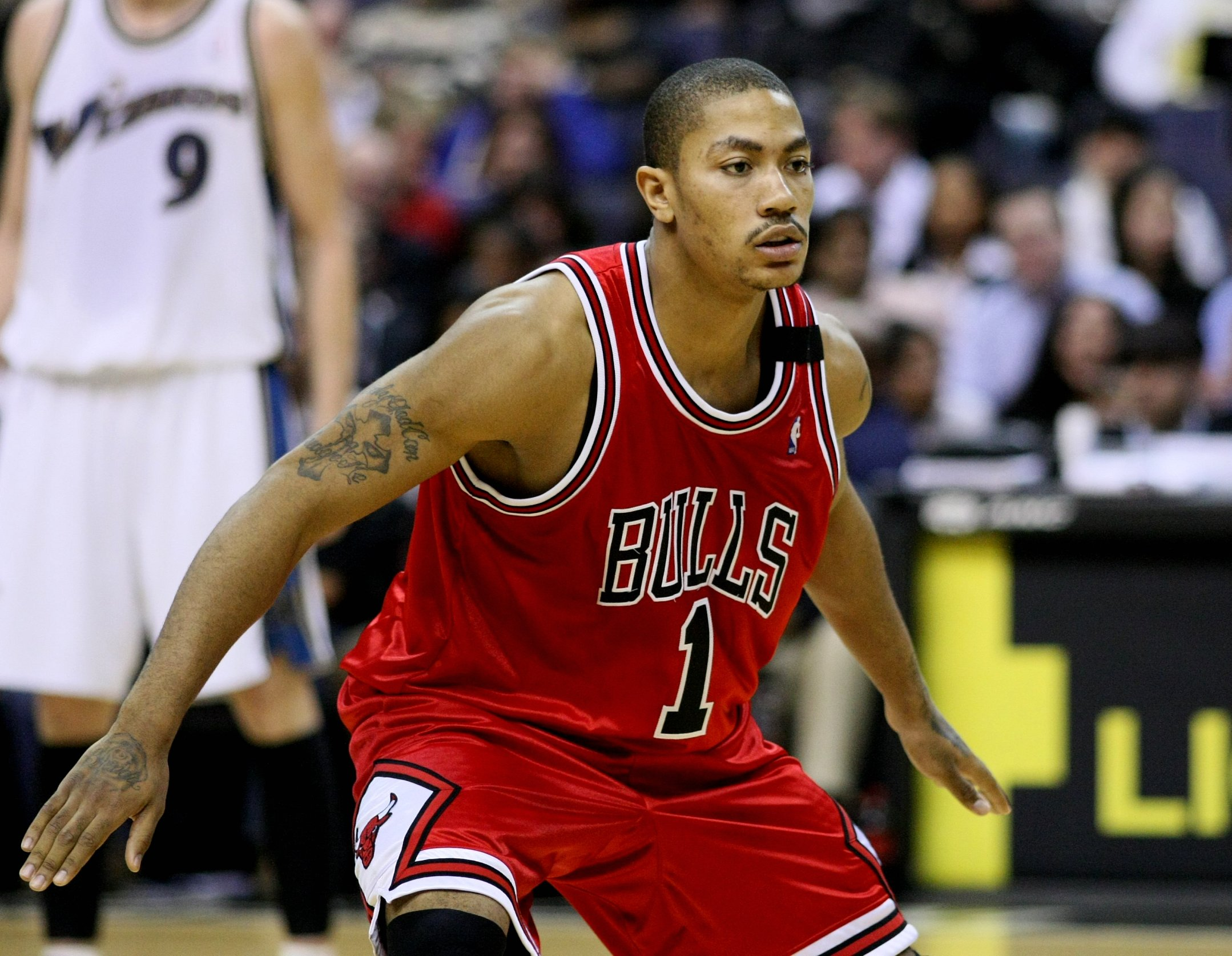
Derrick Rose durante sua temporada de estreia

Rose foi selecionado pelo Chicago Bulls com a primeira escolha geral no Draft de 2008. Em meados de julho, ele jogou dois jogos na Summer League de Orlando até sofrer uma tendinite no joelho direito. Ele voltou em outubro para jogar todos os oito jogos da pré-temporada.
Rose se tornou o primeiro jogador draftado dos Bulls a marcar 10 pontos ou mais em seus primeiros 10 jogos desde Michael Jordan e ganhou o Prêmio de Novato da Conferência Leste nos meses de novembro e dezembro.
Superando uma queda em janeiro e fevereiro, Rose voltou a jogar bem e foi selecionado como o Novato do Mês em março. Enquanto isso, os Bulls, reenergizado pelas aquisições de John Salmons e Brad Miller, terminou a temporada regular em um período de 12-4 e se classificou para os playoffs.
Ele venceu o Prêmio de Novato do Ano, juntando-se a Michael Jordan (1985) e Elton Brand (2000) como os únicos jogadores dos Bulls a ganhá-lo. Ele também foi a primeira escolha do draft desde LeBron James a ganhar o prêmio.
Em sua primeira temporada, ele jogou em 81 jogos e teve uma média de 16,8 pontos, 6,3 assistências (liderando todos os novatos) e 3,9 rebotes por jogo em 37.0 minutos.
Em sua estreia nos playoffs contra o atual campeão Boston Celtics, Rose registrou 36 pontos (empatando o recorde de Kareem Abdul-Jabbar de mais pontos marcados por um novato em sua estreia nos playoffs), 11 assistências e 4 rebotes. Ele se tornou o segundo jogador na história da NBA a registrar 35 pontos e 10 assistências em sua estreia nos playoffs, depois de Chris Paul. Rose obteve uma média de 19,7 pontos, 6,3 assistências e 4,9 rebotes em sua primeira série de playoffs, já que os Bulls foram derrotado pelos Celtics em sete jogos.

#### 2009–11: All-Star e MVP
A segunda temporada de Rose começou com uma lesão no tornozelo em seu primeiro jogo na pré-temporada, essa lesão o fez perder todo o resto da pré-temporada. Rose voltou na abertura da temporada contra o San Antonio Spurs, mas jogou minutos limitados. O seu tornozelo o incomodou durante a maior parte de novembro, mas, quando o tornozelo cicatrizou, seu jogo melhorou.
Em 28 de janeiro de 2010, Rose foi eleito para seu primeiro All-Star Game como reserva da Conferência Leste, fazendo dele o primeiro jogador dos Bulls a ser selecionado desde Michael Jordan em 1998.
Os Bulls voltoram aos playoffs na temporada de 2009–10, terminando com um recorde de 41-41. Nos playoffs, Rose obteve média de 26,8 pontos e 7,2 assistências, mas os Bulls perderam em cinco jogos para o Cleveland Cavaliers na primeira rodada.

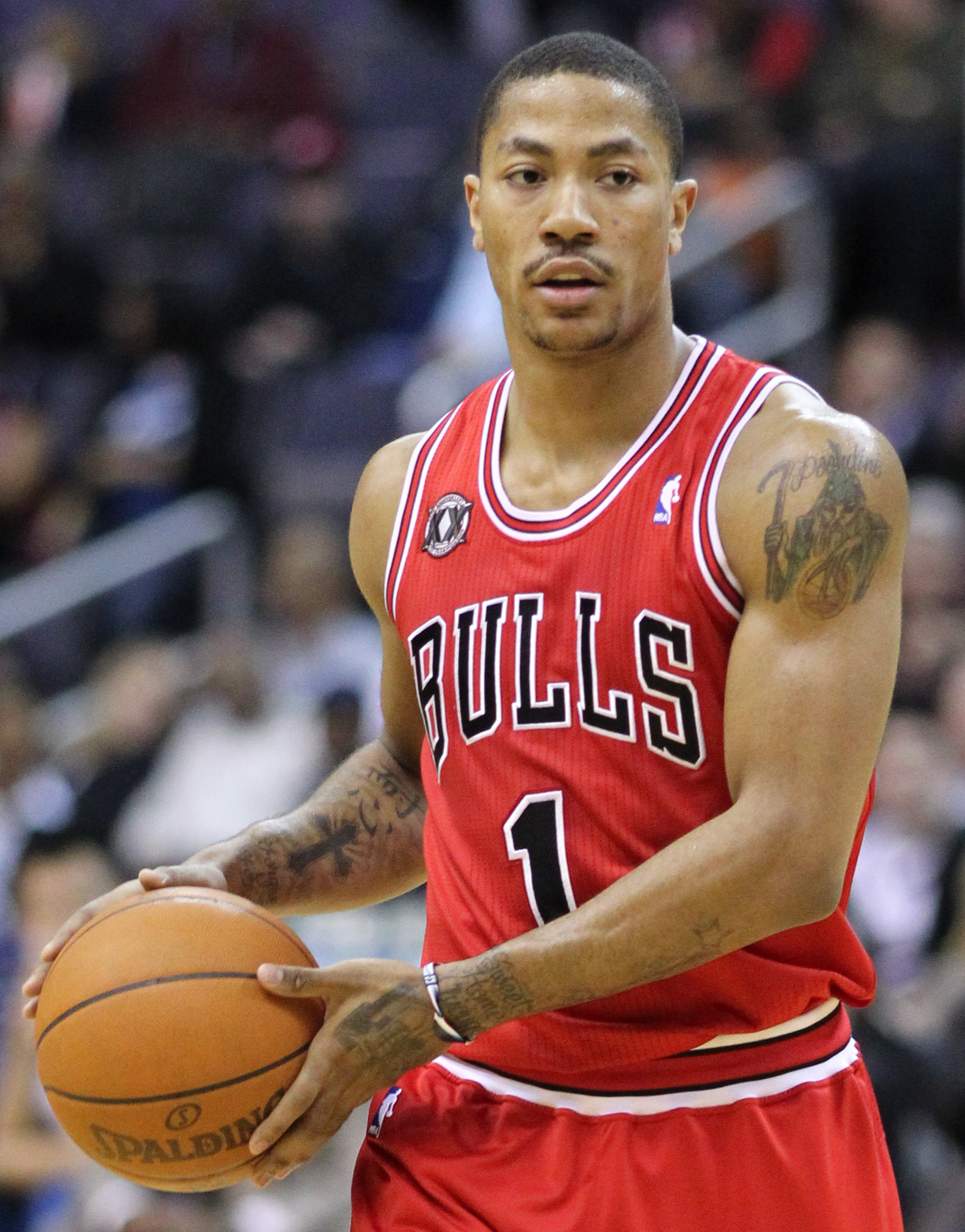
Rose levou o Bulls a 62 vitórias e o melhor recorde geral da temporada de 2010–11

Em 30 de outubro de 2010, no segundo jogo dos Bulls na temporada de 2010–11, Rose marcou 39 pontos em uma vitória por 101-91 contra o Detroit Pistons. Dois dias depois, ele contribuiu com 13 assistências, ajudando Luol Deng a marcar 40 pontos, em uma vitória contra o Portland Trail Blazers. Em 10 de dezembro, ele registrou 29 pontos e 9 assistências, levando os Bulls à sua primeira vitória sobre o Los Angeles Lakers desde 19 de dezembro de 2006.
Em 17 de janeiro de 2011, Rose registrou seu primeiro triplo-duplo da carreira com 22 pontos, 10 rebotes e 12 assistências na vitória de 96-84 sobre o Memphis Grizzlies. Em 27 de janeiro, ele foi anunciado como titular no All-Star da NBA de 2011 na equipe da Conferência Leste.
Em 17 de fevereiro, no último jogo do Bulls antes do intervalo do All-Star, Rose registrou 42 pontos, 8 assistências e 5 rebotes em uma vitória sobre o San Antonio Spurs por 109-99. Em 26 de março, ele registrou 17 assistências e 30 pontos em uma vitória por 95-87 sobre o Milwaukee Bucks.
No final da temporada de 2010–11, os Bulls terminaram com um recorde de 62-20. No final da temporada, Rose se tornou o terceiro jogador desde a temporada de 1972-73 a registrar 2.000 pontos e 600 assistências em uma única temporada. Os outros dois jogadores foram LeBron James e Michael Jordan.
Em 3 de maio, Rose foi nomeado o MVP da NBA, juntando-se a Michael Jordan como o único jogador a receber o prêmio na história do Chicago Bulls. Aos 22 anos e 6 meses de idade, Rose também se tornou o jogador mais jovem a receber o prêmio (Wes Unseld, anteriormente o MVP mais jovem, ganhou o prêmio em 1968–69 aos 23 anos e dois meses).
Nos playoffs da NBA de 2011, os Bulls derrotaram o Indiana Pacers e o Atlanta Hawks nas duas primeiras rodadas. Nas finais da Conferência Leste, eles enfrentaram o Miami Heat, liderado por LeBron James, Dwyane Wade e Chris Bosh. Os Bulls perderam a série em cinco jogos. Durante os playoffs de 2011, Rose obteve uma média de 27,1 pontos por jogo.

#### 2011–12: LCA
Em dezembro de 2011, Rose assinou uma extensão de contrato com os Bulls de cinco anos e US $ 94,8 milhões. O contrato representava 30% do teto salarial dos Bulls, o máximo permitido sob uma regra apelidada de "Derrick Rose Rule" do Contrato de Negociação Coletiva da NBA de 2011.
Rose foi votado como titular do All-Star Game pelo segundo ano consecutivo. Ele foi o segundo líder na votação atrás de Dwight Howard. Nessa temporada, ele jogou em 39 jogos (devido a lesões) e teve uma média de 21,8 pontos, 7,9 assistências e 3.4 rebotes em 35,3 minutos.
Durante o Jogo 1 da primeira rodada dos playoffs contra o Philadelphia 76ers, Rose machucou o joelho esquerdo enquanto tentava pular. Ele foi imediatamente ajudado a sair da quadra. Nesse jogo, ele chegou perto do triplo-duplo, terminando com 23 pontos, 9 assistências e 9 rebotes em 37 minutos.
Uma ressonância magnética revelou mais tarde que Rose rasgou o Ligamento cruzado anterior no joelho esquerdo e perderia o resto dos playoffs. Ele foi operado em 12 de maio de 2012 com um período de recuperação estimado de 8 a 12 meses.

#### 2012–13: Ausência
Rose voltou aos treinos em janeiro de 2013 e foi liberado pelos médicos para jogar em março, mas ele não jogou em nenhum jogo durante a temporada de 2012–13.

#### 2013–14: Retorno e menisco rasgado
O tão esperado retorno de Rose aconteceu em 5 de outubro de 2013, em um jogo de pré-temporada contra o Indiana Pacers. Ele teve um início lento, mas marcou seu primeiro ponto no primeiro quarto. Ele terminou o jogo com 13 pontos em 20 minutos de jogo. Em 16 de outubro de 2013, Rose voltou a jogar em Chicago pela primeira vez, marcando 22 pontos contra o Detroit Pistons. "Acho que sou muito mais explosivo agora. Acho que posso aguentar um pouco melhor. E no que diz respeito ao salto, acho que posso pular ainda mais. Eles testaram minha vertical - Aumentei em 12cm", disse Rose após a vitória. Durante a pré-temporada, Rose teve uma média de 20,7 pontos e 5 assistências.
Seu primeiro jogo oficial foi na derrota por 107-95 para o Miami Heat em 29 de outubro. Rose esteve limitado a 12 pontos e 4 assistências em 34 minutos de jogo. Dois dias depois, ele jogou seu primeiro jogo oficial em casa contra o New York Knicks, ele registrou 18 pontos, 6 rebotes e 3 assistências.
Em 22 de novembro, ele machucou o joelho direito durante um jogo contra o Portland Trail Blazers. Uma ressonância magnética no dia seguinte confirmou que Rose rasgou o menisco do joelho direito e que a cirurgia foi necessária. Na época, Rose estava com uma média 15,9 pontos e 4,3 assistências em 31,1 minutos por jogo.
Em 25 de novembro, Rose foi submetida a uma cirurgia no menisco rasgado do joelho direito. No mesmo dia, os Bulls anunciou que ele estava fora da temporada, após uma cirurgia bem-sucedida.

#### 2014–15: De volta aos playoffs

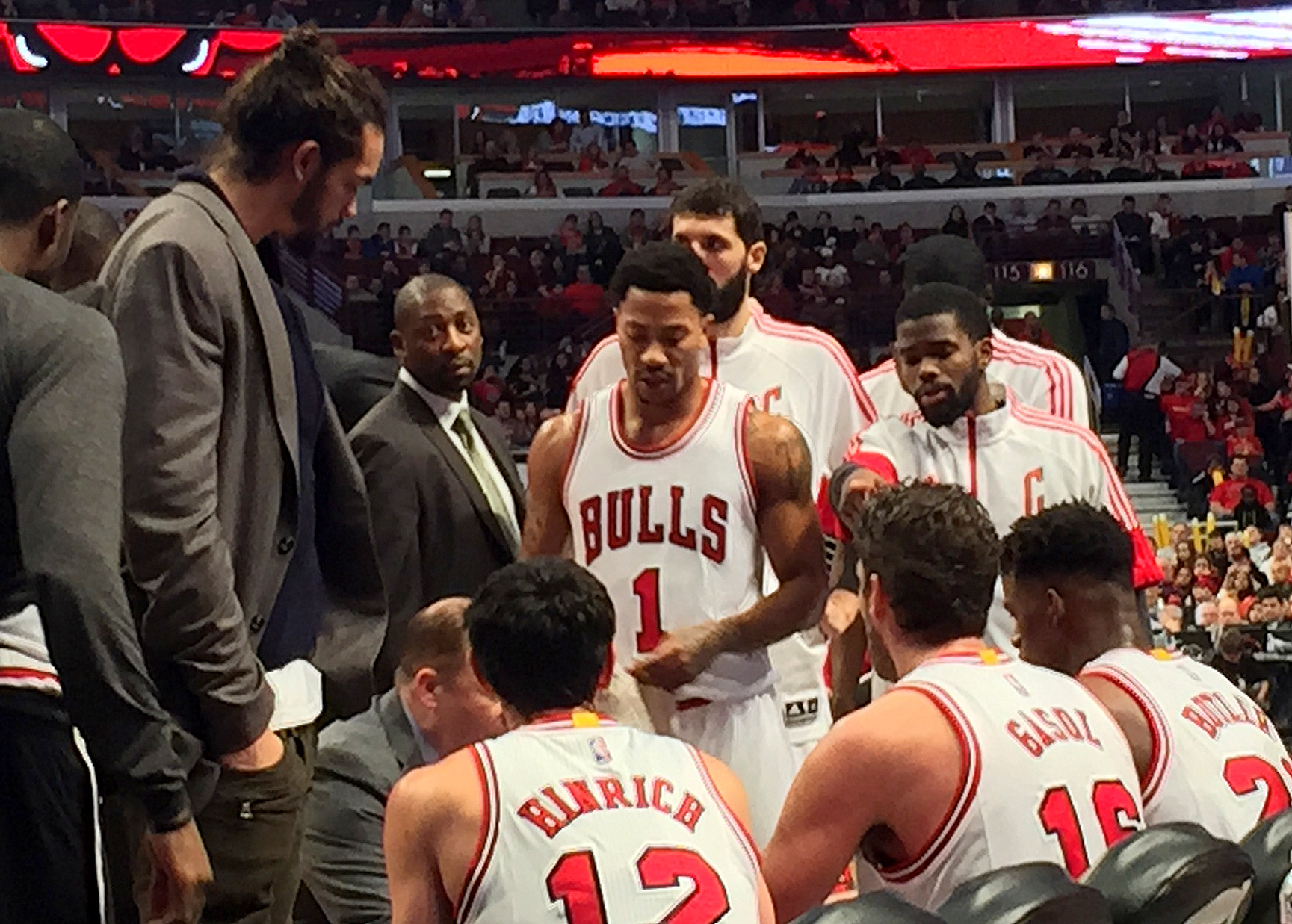
Rose durante uma partida em 2015

Rose voltou de lesão para jogar no jogo de abertura da temporada contra o New York Knicks em 29 de outubro de 2014 e registrou 13 pontos e 5 assistências em 21 minutos de ação. Ele marcou 32 pontos em 14 de janeiro contra o Washington Wizards, antes de ser descartado novamente com outra lesão no joelho um mês depois. Ele atuou em 51 jogos, o máximo que jogou desde a temporada de 2010–11.
Em 24 de fevereiro, foi anunciado que Rose precisava de mais uma cirurgia no joelho direito e foi excluído indefinidamente. Um exame e uma ressonância magnética subsequente confirmaram uma lesão medial do menisco do joelho direito, a mesma lesão que ele sofreu em 22 de novembro de 2013.
Ele voltou à ação em 8 de abril, após uma ausência de 20 jogos, e trabalhando em uma restrição de minutos. Nesse jogo, ele registrou nove pontos em 19 minutos em uma derrota para o Orlando Magic.
Em 18 de abril, Rose jogou em seu primeiro jogo de playoff desde o primeiro jogo dos playoffs de 2012 (o jogo em que ele rasgou sua ACL esquerda). Ele terminou com 23 pontos e 7 assistências. Durante a primeira rodada contra os Bucks, Rose teve uma média de 21,5 pontos. Em 8 de maio, ele marcou 30 pontos para dar aos Bulls uma vitória por 99-96 sobre o Cleveland Cavaliers e uma vantagem de 2-1 nas semifinais da Conferência Leste. No entanto, os Cavaliers venceram os três últimos jogos para levar a série em seis jogos.

#### 2015–16: Temporada final com os Bulls
Uma fratura óssea na pré-temporada viu Rose começar a temporada regular usando uma máscara facial. Em 18 de dezembro, ele marcou 34 pontos em uma derrota na prorrogação por 147-144 para o Detroit Pistons.
Em 5 de fevereiro de 2016, ele teve o melhor jogo da temporada com 30 pontos, 9 rebotes e 8 assistências em uma derrota de 115-110 sobre o Denver Nuggets.

#### Saída dos Bulls
Em 22 de junho de 2016, Rose foi negociado, junto com Justin Holiday, para o New York Knicks em troca de José Calderón, Jerian Grant e Robin Lopez.
Ao todo em 7 temporadas em Chicago, ele jogou em 406 jogos e registrou 8.001 pontos (10° na história da franquia), 1.489 rebotes, 2.516 assistências (5° na história da franquia), 328 roubos de bola e 155 bloqueios.

### New York Knicks (2016–2017)

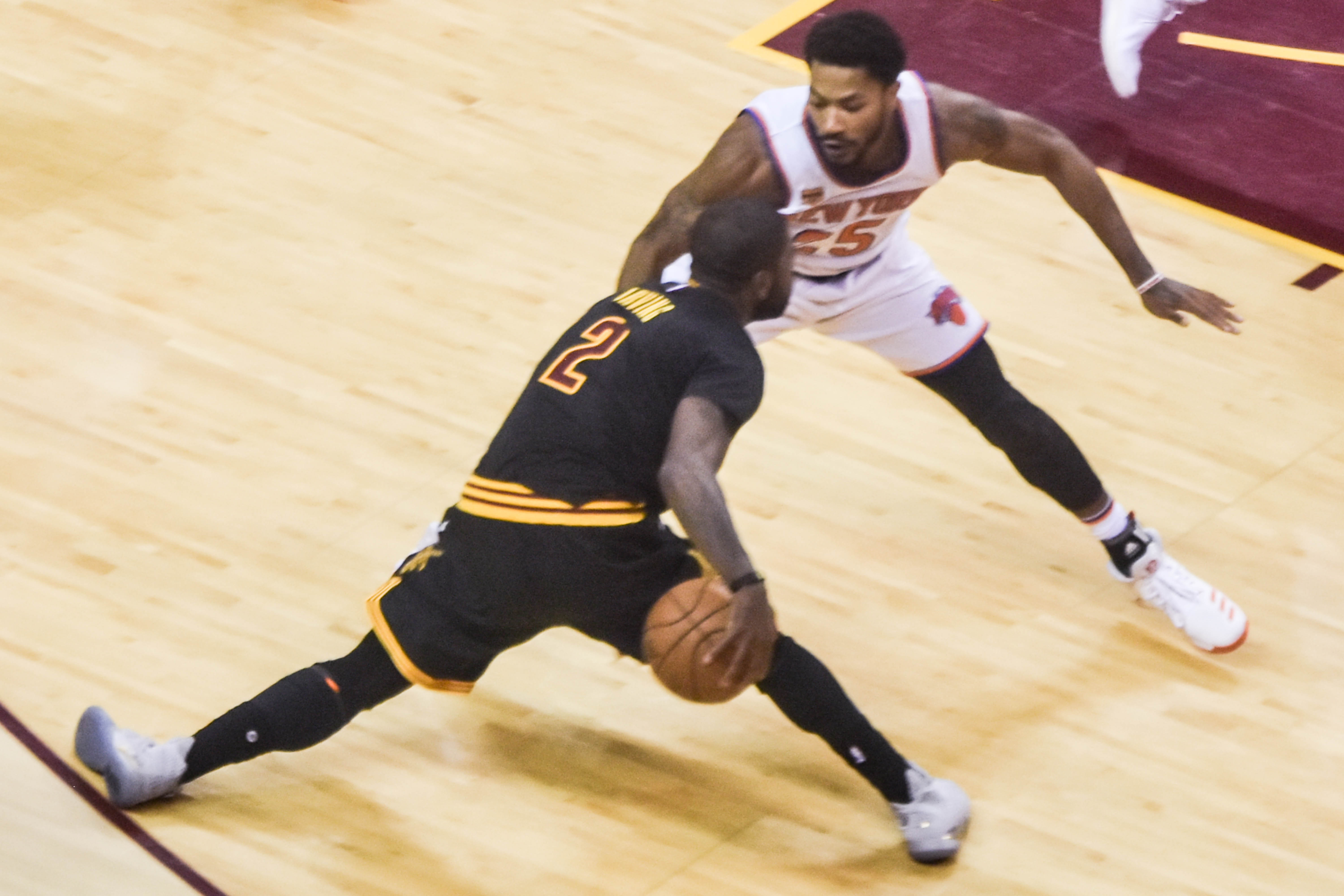
Rose marcando Kyrie Irving em 2016.

Ele estreou nos Knicks na estreia da temporada no dia 25 de outubro contra o Cleveland Cavaliers. Em 29 minutos de ação, ele marcou 17 pontos em uma derrota de 117-88.
Em 4 de novembro, Rose retornou a Chicago pela primeira vez como jogador dos Knicks. Ele registrou 15 pontos e 11 assistências na vitória de 117-104.
Em 10 de janeiro de 2017, Rose foi multado em uma quantia não revelada depois que ele viajou para Chicago para ficar com sua mãe, mas não notificou os oficiais da equipe antes do jogo contra o New Orleans Pelicans em 9 de janeiro. Oito dias depois, ele marcou 30 pontos em uma vitória de 117 a 106 sobre o Boston Celtics.
Em 2 de abril de 2017, ele foi descartado pelo resto da temporada depois de rasgar o menisco no joelho esquerdo, necessitando de uma quarta rodada de cirurgia no joelho em seus nove anos de carreira.

### Cleveland Cavaliers (2017–2018)

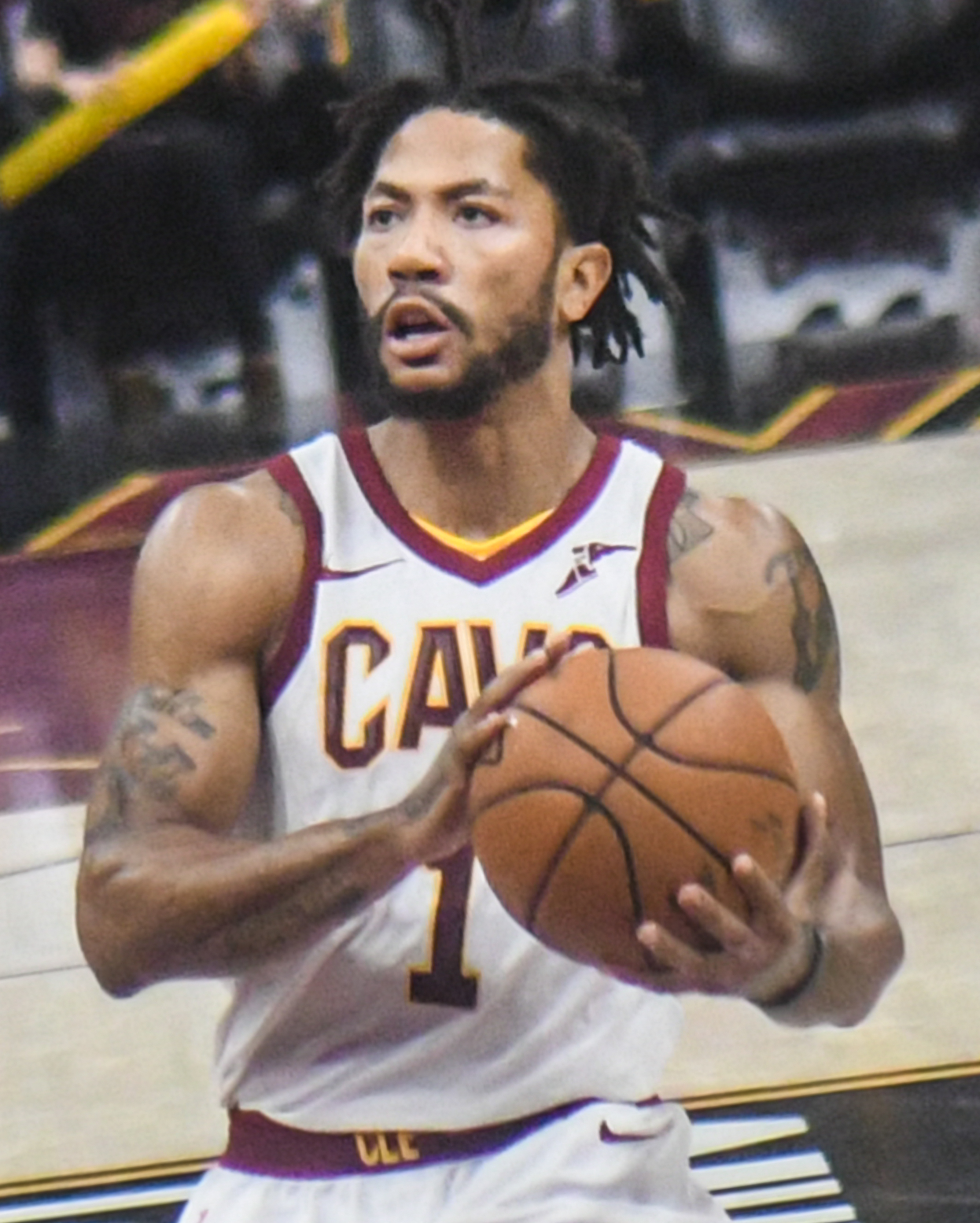
Rose com os Cavaliers em 2017

Em 25 de julho de 2017, Rose assinou com o Cleveland Cavaliers.
Em sua estreia pelos Cavaliers no jogo de estreia contra o Boston Celtics, em 17 de outubro de 2017, ele marcou 14 pontos em uma vitória por 102-99.
Em 24 de novembro de 2017, Rose deixou a equipe para reavaliar seu futuro na NBA. Sua crescente frustração com lesões o levou a questionar seu desejo de continuar jogando. Ele voltou a trabalhar com a equipe médica dos Cavaliers no início de dezembro, na esperança de se recuperar de uma torção no tornozelo esquerdo e esporões ósseos. Em 18 de janeiro de 2018, Rose voltou à equipe depois de perder mais de dois meses com lesões no tornozelo e marcou nove pontos em 13 minutos em uma vitória por 104 a 103 sobre o Orlando Magic.
Em 8 de fevereiro de 2018, Rose foi adquirida pelo Utah Jazz em um comércio de três equipes que também envolvia o Cavaliers e o Sacramento Kings. Dois dias depois, ele foi dispensado pelo Jazz.

### Minnesota Timberwolves (2018–19)
Em 8 de março de 2018, Rose assinou contrato com o Minnesota Timberwolves, reunindo-o com Tom Thibodeau, Jimmy Butler e Taj Gibson. Nos playoffs, Rose obteve uma média de 14,2 pontos em 23,8 minutos, já que os Timberwolves perdeu por 4-1 para o Houston Rockets na primeira rodada.
Em 4 de julho de 2018, Rose assinou novamente com os Timberwolves para a temporada de 2018-19. Em 31 de outubro, em seu primeiro jogo como titular da temporada, Rose marcou 50 pontos em uma vitória de 128-125 sobre o Utah Jazz.
Em 26 de dezembro, ele registrou 24 pontos e oito assistências e recebeu cantos de MVP em uma vitória por 119-94 sobre os Bulls em Chicago. Foi apenas o seu segundo jogo como visitante no United Center.
Em 15 de janeiro contra o Philadelphia 76ers, Rose alcançou 10.000 pontos na carreira.
Um problema no tornozelo direito levou Rose a perder 11 dos 19 jogos no final de dezembro ao final de janeiro. Ele perdeu mais três jogos no início de fevereiro. Em 21 de março, ele foi descartado pelo resto da temporada com uma lesão no cotovelo direito.

### Detroit Pistons (2019–21)
Em 7 de julho de 2019, Rose assinou um contrato de dois anos e 15 milhões com o Detroit Pistons.
Ele se tornou o primeiro jogador na história do Pistons a registrar sete jogos consecutivos com mais de 20 pontos como reserva, o que também coincide com sua sequência de 14 jogos consecutivos marcando 20 pontos ou mais. A sequência terminou depois de sofrer uma lesão na virilha durante um jogo com o Denver Nuggets. Em seu terceiro jogo após voltar de lesão, Rose marcou 31 pontos em uma vitória contra o Phoenix Suns.

### Volta para Nova York (2021–presente)
Em 8 de fevereiro de 2021, Rose foi negociado de volta para o New York Knicks em troca de Dennis Smith Jr. e uma escolha de segunda rodada de 2021, mais uma vez reunindo-o com o técnico Tom Thibodeau e Taj Gibson.
Rose teve grande contribuição vindo do banco, ajudando os Knicks a terminar em quarto no Leste e ficando em terceiro na votação de Sexto Homem do Ano. Em 28 de maio, durante o jogo 3 da primeira rodada dos playoffs contra o Atlanta Hawks, Rose foi titular pela primeira vez em playoffs desde as semifinais da conferência de 2015. Nesse jogo, ele registrou 30 pontos, seis rebotes e cinco assistências em uma derrota por 105–94. Os Hawks ganharam a série por 4-1.
Em 18 de agosto de 2021, os Knicks assinaram um contrato de três anos e US$ 43 milhões com Rose. Em 17 de dezembro, em uma vitória por 116–103 sobre o Houston Rockets, Rose sofreu uma lesão no tornozelo direito. Cinco dias depois, ele foi operado e ficou afastado por pelo menos dois meses. Em 25 de fevereiro de 2022, ele foi submetido a outro procedimento para tratar uma infecção no tornozelo e foi descartado indefinidamente.

## Seleção Nacional
Rose foi membro da Seleção Americana que conquistou as medalhas de ouro no Campeonato Mundial de 2010 e no Campeonato Mundial de 2014.

## Perfil do jogador
Com 1,88 m e 91 kg, Rose joga principalmente como armador. Ele tem média de 18,5 pontos em sua carreira. Ele nunca foi um arremessador, acertando 30% em sua carreira. Ele se tornou um arremessador prolifico durante a temporada de 2015-16 depois melhorar seu arremesso devido ao que ele atribui a problemas de percepção de profundidade após a cirurgia ocular em 2015.
No auge de Rose em Chicago, ele foi amplamente considerado um dos armadores mais atléticos da história da NBA antes que uma série de lesões nos joelhos o retardassem. Uma combinação de explosividade, habilidade de salto e velocidade permitia que ele atacasse a cesta com frequência e também pudesse fazer passes para companheiros de equipe. Rose registrou um salto vertical máximo de 1 metro durante o NBA Combine de 2008.

## Estatísticas da carreira

### NBA

#### Temporada regular
| Ano      | Equipe    | PJ  | PT  | MPJ  | AP   | 3P   | LL    | RT  | AS  | BR  | TO | PPJ  |
| -------- | --------- | --- | --- | ---- | ---- | ---- | ----- | --- | --- | --- | -- | ---- |
| 2008–09  | Chicago   | 81  | 80  | 37.0 | .475 | .222 | .788  | 3.9 | 6.3 | .8  | .2 | 16.8 |
| 2009–10  | Chicago   | 78  | 78  | 36.8 | .489 | .267 | .766  | 3.8 | 6.0 | .7  | .3 | 20.8 |
| 2010–11  | Chicago   | 81  | 81  | 37.4 | .445 | .332 | .858  | 4.1 | 7.7 | 1.0 | .6 | 25.0 |
| 2011–12  | Chicago   | 39  | 39  | 35.3 | .435 | .312 | .812  | 3.4 | 7.9 | .9  | .7 | 21.8 |
| 2013–14  | Chicago   | 10  | 10  | 31.1 | .354 | .340 | .844  | 3.2 | 4.3 | .5  | .1 | 15.9 |
| 2014–15  | Chicago   | 51  | 51  | 30.0 | .405 | .280 | .813  | 3.2 | 4.9 | .7  | .3 | 17.7 |
| 2015–16  | Chicago   | 66  | 66  | 31.8 | .427 | .293 | .793  | 3.4 | 4.7 | .7  | .2 | 16.4 |
| 2016–17  | New York  | 64  | 64  | 32.5 | .471 | .217 | .874  | 3.8 | 4.4 | .7  | .3 | 18.0 |
| 2017–18  | Cleveland | 16  | 7   | 19.3 | .439 | .250 | .854  | 1.8 | 1.6 | .2  | .3 | 9.8  |
| 2017–18  | Minnesota | 9   | 0   | 12.4 | .426 | .167 | 1.000 | .7  | 1.2 | .4  | .0 | 5.8  |
| 2018–19  | Minnesota | 51  | 13  | 27.3 | .482 | .370 | .856  | 2.7 | 4.3 | .6  | .2 | 18.0 |
| 2019–20  | Detroit   | 50  | 15  | 26.0 | .490 | .306 | .871  | 2.4 | 5.6 | .8  | .3 | 18.1 |
| 2020–21  | Detroit   | 15  | 0   | 22.8 | .429 | .333 | .840  | 1.9 | 4.2 | 1.2 | .3 | 14.2 |
| 2020–21  | New York  | 35  | 3   | 26.8 | .487 | .411 | .883  | 2.5 | 4.2 | .9  | .4 | 14.9 |
| 2021–22  | New York  | 26  | 4   | 24.5 | .445 | .402 | .968  | 3.0 | 4.0 | .8  | .5 | 12.0 |
| Carreira | Carreira  | 672 | 511 | 28.7 | .446 | .300 | .854  | 2.9 | 4.7 | .7  | .3 | 16.3 |
| All-Star | All-Star  | 3   | 2   | 21.0 | .517 | .667 | .500  | 1.3 | 4.0 | 1.3 | .0 | 11.0 |

#### Playoffs
| Ano      | Equipe    | PJ | PT | MPJ  | AP   | 3P   | LL    | RT  | AS  | BR  | TO  | PPJ  |
| -------- | --------- | -- | -- | ---- | ---- | ---- | ----- | --- | --- | --- | --- | ---- |
| 2009     | Chicago   | 7  | 7  | 44.7 | .492 | .000 | .800  | 6.3 | 6.4 | .6  | .7  | 19.7 |
| 2010     | Chicago   | 5  | 5  | 42.4 | .456 | .333 | .818  | 3.4 | 7.2 | .8  | .0  | 26.8 |
| 2011     | Chicago   | 16 | 16 | 40.6 | .396 | .248 | .828  | 4.3 | 7.7 | 1.4 | .7  | 27.1 |
| 2012     | Chicago   | 1  | 1  | 37.0 | .391 | .500 | 1.000 | 9.0 | 9.0 | 1.0 | 1.0 | 23.0 |
| 2015     | Chicago   | 12 | 12 | 37.8 | .396 | .348 | .897  | 4.8 | 6.5 | 1.2 | .5  | 20.3 |
| 2018     | Minnesota | 5  | 0  | 23.8 | .509 | .700 | .857  | 1.8 | 2.6 | .4  | .0  | 14.2 |
| 2021     | New York  | 5  | 3  | 35.0 | .476 | .471 | 1.000 | 4.0 | 5.0 | .4  | .2  | 19.4 |
| Carreira | Carreira  | 51 | 44 | 37.3 | .445 | .371 | .855  | 4.8 | 6.3 | .8  | .4  | 21.5 |

### Universitário
| Ano     | Time    | PJ | MPJ  | AP   | 3P   | LL   | RT  | AS  | BR  | TO | PPJ  |
| ------- | ------- | -- | ---- | ---- | ---- | ---- | --- | --- | --- | -- | ---- |
| 2007–08 | Memphis | 40 | 29.2 | .477 | .337 | .712 | 4.5 | 4.7 | 1.2 | .4 | 14.9 |

Fonte:

## Prêmios e homenagens
- NBA Most Valuable Player: 2010–11
- NBA Rookie of the Year: 2008–09
- NBA All-Star: 2010, 2011 e 2012
- All-NBA Team:
  - Primeiro time: 2010–11
- NBA All-Rookie Team: 2008–09
- Seleção dos Estados Unidos:
  - FIBA World Championship:
    -  Medalha de ouro: 2010
    -  Medalha de ouro: 2014

## Vida pessoal
Seu agente é o ex-jogador dos Bulls, B. J. Armstrong.
Rose é cristão e falou sobre sua fé dizendo: "... Deus faz tudo por uma razão". Ele usa uma pulseira que diz "Jogo em nome de Jesus" e tem várias tatuagens sobre sua fé.
Em 9 de outubro de 2012, a namorada de Rose, Mieka Reese, deu à luz seu filho, Derrick Jr.
Em 2018, Rose apresentou o programa Rose Scholars, um programa de bolsas de estudos para ajudar os alunos a alcançar um ensino superior.

### Alegação de estupro e processo
Em 2016, Rose esteve envolvida em uma ação civil federal para "avaliar se ele e dois amigos estupraram sua ex-namorada" em agosto de 2013. Nos meses antes do suposto estupro, o acusador, conhecido como "Jane Doe" nas transcrições, testemunhou que Rose a deixava desconfortável, pedindo-lhe que fizesse atos sexuais por ele ou envolvesse outras pessoas em sua vida sexual; ele às vezes ficava bravo quando ela recusava. Jane Doe também mencionou que, no dia do incidente, ela foi drogada contra seu consentimento. Durante o julgamento, Rose expressou dificuldade e incerteza com a definição da palavra "consentimento".
Em outubro de 2016, ele não foi responsabilizado por um júri de oito membros. Um apelo em 2018 foi negado.

### Patrocínios
Ao lado de outros jogadores da NBA como Kevin Durant e Blake Griffin, Rose foi capa do game NBA 2K13.
Ele é coproprietário e porta-voz da Giordano's Pizzeria, com sede em Chicago. Em 2008, Rose assinou um contrato de sapatos com a Adidas por US $ 1 milhão por ano. Ele também assinou contrato com a Wilson Sporting Goods. Outros acordos incluem fones de ouvido Skullcandy, Powerade, bebidas esportivas Force Factor e uma concessionária suburbana da Nissan. Em maio de 2018, foi anunciado que o Adidas D Rose 9 seria lançado em julho de 2018.
Em 2011, Rose foi estimada pelo Chicago Business de Crain para ganhar de US $ 1,5 a US $ 2,5 milhões anualmente em patrocínios, ficando apenas fora dos 10 principais jogadores da NBA nessa categoria. Em 2012, foi relatado que Rose assinou uma extensão de contrato com a Adidas no valor de US $ 185 milhões em 14 anos.